# Duilio Arigoni
Duilio Arigoni, né le 6 décembre 1928 à Lugano et mort le 10 juin 2020 à Zollikon, est un chimiste suisse et professeur émérite à l'École polytechnique fédérale de Zurich. Il travaille sur les voies de biosynthèse de nombreuses substances organiques naturelles.

## Biographie
Duilio Arigoni naît le 6 décembre 1928 à Lugano, dans le canton du Tessin. Il est originaire de Paradiso, dans le même district. Son père, Bernardino, est maçon et dirige une entreprise de construction ; sa mère, née Emma Bernasconi, est couturière.
Il termine ses études de premier cycle en chimie à l'École polytechnique fédérale de Zurich en 1951 et son doctorat en 1955. Sa thèse de doctorat est intitulée « Über konfigurative Beziehungen Steroid- und Terpenverbindungen ».
Après avoir terminé son doctorat, il devient professeur à l'ETH Zurich. Il est également professeur invité aux universités de Harvard (1969) et de Cambridge. Il travaille comme professeur à l'ETH Zurich pendant plus de cinquante ans : il est d'abord privat-docent en 1961, puis professeur extraordinaire l'année suivante et enfin professeur ordinaire jusqu'en 1996.
Arigoni est connu pour ses recherches en stéréochimie bio-organique. Ses principales contributions concernent la stéréochimie des réactions catalysées par les enzymes et la biosynthèse des terpènes, des alcaloïdes et des cofacteurs enzymatiques. Il explore les voies stéréochimiques détaillées par lesquelles les enzymes convertissent leurs substrats en produits. Sa stratégie de pénétrer dans la structure des interactions enzyme-substrat en se concentrant sur le devenir stéréochimique détaillé des marqueurs de substrat isotopique, l'amène à apporter des contributions fondamentales au mécanisme des réactions enzymatiques nécessitant la coenzyme B12, l'un des «pigments de la vie».
Il épouse Carla Diener, originaire de l'Oberland zurichois, en 1958. Ils ont trois enfants.
Il meurt le 10 juin 2020 à Zollikon, dans le canton de Zurich, à l'âge de 91 ans.

## Distinctions
- 1976 : élu membre de l'Académie allemande des sciences naturelles (Académie Léopoldine)[1]
- 1983 : Médaille Davy de la Royal Society, Londres, Royaume-Uni[1]
- 1985 : Prix Welch en chimie, Fondation Robert A. Welch, Houston, Texas, États-Unis[1]
- 1986 :  Prix Arthur C. Cope, American Chemical Society, États-Unis[1]
- 1988 : élu membre honoraire étranger de l'Académie américaine des arts et des sciences[5]
- 1989 : Prix Wolf de chimie[1] avec Alan Battersby de l'Université de Cambridge « pour leurs contributions fondamentales à l'élucidation du mécanisme des réactions enzymatiques et de la biosynthèse des produits naturels, en particulier les pigments de la vie »[réf. nécessaire].
- 1991 : Prix Marcel Benoist[1]